# Karl Alfred Hall
Karl Alfred Hall (* 10. März 1906 in Schönberg; † 4. Januar 1974 in Marburg) war ein deutscher Rechtswissenschaftler.

## Leben
Karl Alfred Hall wurde 1906 als Sohn des Schönberger Rechtsanwalts und Notars (Johann Friedrich August) Karl Hall (1866–1953) in Schönberg (Mecklenburg) geboren.
Nach Abschluss des Katharineums zu Lübeck studierte Hall von 1925 bis 1928 sechs Semester Rechtswissenschaft in Tübingen, Freiburg und Rostock. Anschließend trat er in den juristischen Vorbereitungsdienst beim Landgericht Rostock ein. Im Jahr 1930 promovierte Hall in Rostock mit seiner Dissertation Sachbegriff im Strafrecht und folgte seinem Doktorvater Erik Wolf 1930 nach Freiburg. Bis zum Jahr 1936 war er Assistent an der Freiburger Rechts- und Staatswissenschaftlichen Fakultät. Im Jahre 1933 habilitierte er sich mit dem Thema Die Lehre vom Corpus delicti und erhielt die Lehrberechtigung für Strafrecht, Prozessrecht und Rechtsphilosophie. Im Sommersemester 1936 erhielt Hall eine Lehrstuhlvertretung in Gießen, zum folgenden Wintersemester ebendort eine außerordentliche Professur für Strafrecht und Prozessrecht.
In den folgenden Jahren wurde Halls Laufbahn als Hochschullehrer erheblich durch Wehrmachtszeiten und anschließender Gefangenschaft bis 1950 unterbrochen. Im Wintersemester 1950 begann Hall mit Vorlesungen in Marburg, erhielt dort 1958 ein beamtetes Extraordinariat, 1961 ein persönliches und 1965 ein planmäßiges Ordinariat. Hall gab bis kurz vor seinem Tod noch Vorlesungen und beantragte erst am 2. Januar 1974 seine Versetzung in den Ruhestand.
Bekannt war Karl Alfred Hall für seine Eigenart, Strafrechtsfälle in Puppen- oder Stegreifspielen mit den Studenten darzustellen. Ebenso bezog Hall seine Liebe zur bildenden Kunst, besonders den französischen Impressionisten, in seinen Unterricht ein.
Seit 1925 war er Mitglied der Studentenverbindung Akademische Gesellschaft Stuttgardia Tübingen.

## Schriften (Auswahl)
- Der Sachbegriff im Strafrecht. Lehmann & Bernhard, Schönberg 1930.
- Die Lehre vom Corpus Delicti. Eine dogmatische Quellenexegese zur Theorie des gemeinen deutschen Inquisitionsprozesses. Kohlhammer, Stuttgart 1933.
- Die niedersächsisch-westfälische Grenze und die Neugliederung Niedersachsens – Versuch eines Ausgleichs. Elwert, Marburg 1954.
- Fahrlässigkeit im Vorsatz. Eine anthropologisch-strafrechtsdogmatische Studie. Elwert, Marburg 1959.
- Verrückte Strafrechtsfälle. Elwert, Marburg 1971.